# 19 (liczba)
19 (dziewiętnaście) – liczba naturalna następująca po 18 i poprzedzająca 20.
Jest to liczba pierwsza.

## 19 w nauce
- liczba atomowa potasu[2]
- obiekt na niebie Messier 19[3]
- galaktyka NGC 19[4]
- planetoida (19) Fortuna[5]

## 19 w kalendarzu
19. dniem w roku jest 19 stycznia. Zobacz też co wydarzyło się w 19 roku n.e.